# Конвой HX 79
Конвой HX 79 (англ. Convoy HX 79) — атлантичний конвой транспортних і допоміжних суден у кількості 50 одиниць, який у супроводженні союзних кораблів ескорту прямував від канадського Галіфаксу до Ліверпуля. Конвой вийшов 8 жовтня 1940 року з Галіфаксу та прибув до Ліверпуля 23 жовтня. В ході атак німецьких підводних човнів були потоплені 12 транспортних суден, ще одно дістало пошкоджень.

## Історія
8 жовтня 1940 року конвой HX 79 з 50 суден з військовими матеріалами для Великої Британії, відплив з Галіфакса, вирушаючи до Ліверпуля. 19 жовтня, за 4 дні до порту призначення, HX 79 наблизився до Західних підходів і наздогнав позицію SC 7, який перебував під атакою німецьких підводних човнів.
Ескорт для охорони величезного транспортного конвою був мінімальним і забезпечувався незначними силами, зокрема лише двома озброєними торговими крейсерами на випадок можливого нападу надводного рейдера, але навіть вони відійшли, коли HX 79 був помічений U-47, яким командував підводний ас капітан-лейтенант Гюнтер Прін.
19 жовтня конвой HX 79 опинився фактично без супроводу. Прін надіслав доповідь про спостереження конвою противника й організував стеження за ним. Контрадмірал Карл Деніц наказав зібрати зграю. Ті підводні човни, які атакували SC 7 і все ще мали змогу воювати (три пішли на переозброєння, витративши всі свої торпеди), вирушили на місце події. Таким чином на шляху конвою опинилося ще чотири німецькі субмарини: U-100 (Йоахім Шепке), U-46 (Енгельберт Ендрасс), U-48 (Генріх Бляйхродт) та U-38 (Генріх Лібе), які приєдналися до U-47 протягом дня.
Однак Адміралтейство, стурбоване долею конвою SC 7 та очікуючи нападу, терміново перекинуло підкріплення на місце події; впродовж дня для забезпечення прикриття також зібралися численні сили ескорту з 11 військових кораблів.
Однак, попри їхню присутність, «вовча зграя» напала, коли настала ніч. Протягом наступних шести годин торпедовано 13 суден; 6 лише U-47 (4 з яких потопили). З конвою відразу знищено 10 транспортів, а пізніше протягом дня добито ще 2 таких, що відстали.
Загалом конвой HX 79 втратив 12 суден з 49, загальний тоннаж 75 069 брутто-реєстрових тонн (БРТ). Жоден з підводних човнів, що атакували, не постраждав.

## Кораблі та судна конвою HX 79

### Транспортні судна
Позначення
| Назва                          | Прапор          | Тоннаж (GRT) | Прим.                                              |
| ------------------------------ | --------------- | ------------ | -------------------------------------------------- |
| Athelmonarch (1928)            | Велика Британія | 8 995        | прибув до порту, пошкоджений торпедною атакою U-47 |
| Atland (1910)                  | Швеція          | 5 203        |                                                    |
| Axel Johnson (1925)            | Швеція          | 4 915        | вийшов з Сіднея, Нова Шотландія                    |
| Baron Carnegie (1925)          | Велика Британія | 3 178        | вийшов з Сіднея, Нова Шотландія                    |
| Benwood (1910)                 | Норвегія        | 3,931        | вийшов з Сіднея, Нова Шотландія                    |
| Biafra (1933)                  | Велика Британія | 5 405        |                                                    |
| Bilderdijk (1922)              | Нідерланди      | 6 856        | потоплений U-47                                    |
| Blairnevis (1930)              | Велика Британія | 4 155        | вийшов з Сіднея, Нова Шотландія                    |
| Brittany (1928)                | Велика Британія | 4 772        | вийшов з Сіднея, Нова Шотландія                    |
| Cadillac (1917)                | Велика Британія | 12 062       |                                                    |
| Cairnvalona (1918)             | Велика Британія | 4 929        | вийшов з Сіднея, Нова Шотландія                    |
| Campus (1925)                  | Велика Британія | 3 667        | вийшов з Сіднея, Нова Шотландія                    |
| Cape Corso (1929)              | Велика Британія | 3 807        |                                                    |
| Caprella (1931)                | Велика Британія | 8 230        | потоплений U-100                                   |
| City Of Lancaster (1924)       | Велика Британія | 3 041        |                                                    |
| Egda (1939)                    | Норвегія        | 10 050       |                                                    |
| Empire Swan (1922)             | Велика Британія | 7 964        |                                                    |
| Empire Trader (1908)           | Велика Британія | 9 990        | перейшов з конвою BHX 79                           |
| Enseigne Maurice Prehac (1924) | Велика Британія | 4 578        | вийшов з Сіднея, Нова Шотландія                    |
| Erna Iii (1930)                | Велика Британія | 1 590        | повернувся                                         |
| Flowergate (1911)              | Велика Британія | 5 161        |                                                    |
| Gunda (1930)                   | Швеція          | 1 770        |                                                    |
| Harbury (1933)                 | Велика Британія | 5 081        |                                                    |
| Harlesden (1932)               | Велика Британія | 5 483        |                                                    |
| Hoyanger (1926)                | Норвегія        | 4 624        | перейшов з конвою BHX 79                           |
| Induna (1925)                  | Велика Британія | 5 086        | вийшов з Сіднея, Нова Шотландія                    |
| Janus (1939)                   | Швеція          | 9 965        | потоплений U-46                                    |
| Kiruna (1921)                  | Швеція          | 5 484        | вийшов з Сіднея, Нова Шотландія                    |
| La Estancia (1940)             | Велика Британія | 5 185        | перейшов з конвою BHX 79; потоплений U-47          |
| Loch Lomond (1934)             | Велика Британія | 5 452        | вийшов з Сіднея, Нова Шотландія; потоплений U-100  |
| Marathon (1919)                | Греція          | 7 926        |                                                    |
| Matheran (1919)                | Велика Британія | 7 653        | потоплений U-38                                    |
| Ravnefjell (1938)              | Норвегія        | 1 339        | вийшов з Сіднея, Нова Шотландія                    |
| Rio Blanco (1922)              | Велика Британія | 4 086        | вийшов з Сіднея, Нова Шотландія                    |
| Ruperra (1925)                 | Велика Британія | 4 548        | вийшов з Сіднея, Нова Шотландія; потоплений U-46   |
| Rydboholm (1933)               | Швеція          | 3 197        |                                                    |
| Salacia (1937)                 | Велика Британія | 5 495        |                                                    |
| San Roberto (1922)             | Велика Британія | 5 890        |                                                    |
| Sandanger (1938)               | Норвегія        | 9 432        |                                                    |
| Shirak (1926)                  | Велика Британія | 6 023        | перейшов з конвою BHX 79; потоплений U-47 & U-48   |
| Sir Ernest Cassel (1910)       | Швеція          | 7 739        | вийшов з Сіднея, Нова Шотландія                    |
| Sitala (1937)                  | Велика Британія | 6 218        | перейшов з конвою BHX 79; потоплений U-100         |
| Thyra (1920)                   | Норвегія        | 1 655        | вийшов з Сіднея, Нова Шотландія                    |
| Tiba (1938)                    | Нідерланди      | 5 239        | вийшов з Сіднея, Нова Шотландія                    |
| Tribesman (1937)               | Велика Британія | 6 242        | перейшов з конвою BHX 79                           |
| Triton (1930)                  | Норвегія        | 6 607        | перейшов з конвою BHX 79                           |
| Uganda (1927)                  | Велика Британія | 4 966        | вийшов з Сіднея, Нова Шотландія; потоплений U-38   |
| Wandby (1940)                  | Велика Британія | 4 947        | перейшов з конвою BHX 79; потоплений U-47          |
| Wellington Court (1930)        | Велика Британія | 4 979        | вийшов з Сіднея, Нова Шотландія                    |
| Whitford Point (1928)          | Велика Британія | 5 026        | потоплений U-47                                    |

### Кораблі ескорту
| Назва                     | Прапор                                  | Тип корабля                                              | Прим.        |
| ------------------------- | --------------------------------------- | -------------------------------------------------------- | ------------ |
| HMS/HMT Angle (FY201)     | Військово-морські сили Великої Британії | протичовновий траулер                                    | 19 жовтня    |
| «Арабіс»                  | Військово-морські сили Великої Британії | корвет типу «Флавер»                                     | 19-23 жовтня |
| HMS/HMT Blackfly (FY117)  | Військово-морські сили Великої Британії | протичовновий траулер                                    | 19 жовтня    |
| «Кореопсіс»               | Військово-морські сили Великої Британії | корвет типу «Флавер»                                     | 19-22 жовтня |
| «Френч»                   | Військово-морські сили Канади           | озброєна яхта                                            | 8-9 жовтня   |
| «Геліотроп»               | Військово-морські сили Великої Британії | корвет типу «Флавер»                                     | 19-23 жовтня |
| «Гібіск»                  | Військово-морські сили Великої Британії | корвет типу «Флавер»                                     | 19-23 жовтня |
| «Хаскі»                   | Військово-морські сили Канади           | озброєна яхта                                            | 9-10 жовтня  |
| «Джейсон»                 | Військово-морські сили Великої Британії | тральщик типу «Гальсіон»                                 | 9 жовтня     |
| HMS/HMT Lady Elsa (FY124) | Військово-морські сили Великої Британії | протичовновий траулер                                    | 19 жовтня    |
| «Монклер»                 | Військово-морські сили Великої Британії | допоміжний крейсер                                       | 9-18 жовтня  |
| O 14                      | Військово-морські сили Нідерландів      | підводний човен типу O 12                                | 9-18 жовтня  |
| «Рейндір»                 | Військово-морські сили Канади           | озброєна яхта                                            | 9-10 жовтня  |
| «Сагне»                   | Військово-морські сили Канади           | ескадрений міноносець типу «Рівер»                       | 8-9 жовтня   |
| «Сардонікс»               | Військово-морські сили Великої Британії | ескадрений міноносець типу «S»                           | 20 жовтня    |
| «Старді»                  | Військово-морські сили Великої Британії | ескадрений міноносець типу «S»                           | 19 жовтня    |
| «Вайтхолл»                | Військово-морські сили Великої Британії | ескадрений міноносець «Модифікований Адміралті» типу «W» | 19-21 жовтня |

## Підводні човни Крігсмаріне, що брали участь в атаці на конвой
| Назва | Тип  | Командир                             | Результати атаки | Прим. |
| ----- | ---- | ------------------------------------ | ---------------- | --- |
| U-28  | VIIA | капітан-лейтенант Гюнтер Кунке       |                  | не атакував |
| U-38  | IXA  | капітан-лейтенант Генріх Лібе        |                  | 19 жовтня потопив Matheran і Bilderdijk |
| U-46  | VIIB | капітан-лейтенант Енгельберт Ендрасс |                  | 19 жовтня потопив Ruperra і 20 жовтня потопив Janus                                                                                               |
| U-47  | VIIB | капітан-лейтенант Гюнтер Прін        |                  | 19 жовтня потопив Uganda і Wandby, пошкодив Shirak (пізніше затоплений U-48) 20 жовтня потопив La Estancia, Whitford Point, пошкодив Athelmonarch |
| U-48  | VIIB | капітан-лейтенант Генріх Бляйхродт   |                  | 20 жовтня потопив Shirak |
| U-100 | VIIB | капітан-лейтенант Йоахім Шепке       |                  | 20 жовтня потопив Caprella, Sitala і Loch Lomond                                                                                                  |